# A Nyun Combinatie
De A Nyun Combinatie (ANP) was een politieke samenwerking in Suriname van de politieke partijen Seeka (Paul Abena), BP-2011 (een afsplitsing van BEP van Linus Diko) en de PBP van Armand Kanapé. Abena nam het voorzitterschap op zich van de nieuwe combinatie. Tot de samenwerking werd besloten in januari 2015, in aanloop naar de parlementsverkiezingen in mei.
De ANC richtte zich op de ontwikkeling van het binnenland, met name op het gebied van onderwijs, infrastructuur en landbouw en veelteelt.
De A Nyun Combinatie viel in 2018/2019 uit elkaar toen duidelijk werd dat de regering Bouterse II pre-electorale combinaties tijdens de verkiezingen van 2020 wilde gaan verbieden. Dit verbod werd in maart 2019 door De Nationale Assemblée bekrachtigd.